# Praga 4
Praga 4, anteriormente conocido como Distrito Municipal Praga 4 (en checo: Městská část Praha 4), es un distrito municipal de Praga, República Checa. El distrito administrativo (správní obvod) del mismo nombre consiste en los distritos municipales de Praga 4 y Kunratice.
Praga 4 se encuentra justo al sur de Praga 2 y la municipalidad más grande de Praga. La mayor parte de este distrito se compone de grandes propiedades de panelaks. El barrio está muy bien comunicado con la autopista de Brno.